# 日本泳法
日本泳法（にほんえいほう）とは、日本各地で発祥した伝統的な泳法のことである。流派によっては江戸時代初期より約400年の歴史を持つとされ、日本水泳連盟に公認されている流派は13流派である。その歴史から古式泳法（こしきえいほう）とも称される。
明治以降に広まった西洋式の泳法と比較して日本泳法などと呼ばれるようになったもので、本来は「水術」「水練」「踏水術」「游泳術」「泅水術」などとよばれていた。

## 概要
武術としての起源や発展の歴史をもつものが多く、単に泳ぐのみでなく、視界を保ったまま飛び込んだり、甲冑を着用したまま（武装したまま）の着衣水泳とも呼ぶべき泳ぎや、水中での格闘技術、立ち泳ぎの体勢での射撃など、さらに操船術まで含む流派もある。極端なものでは、捕虜化を想定して、拘束状態のまま前進する奥義泳法の「全身がらめ」といった危険な技も実在し継承されている。
海や河での戦闘、護身のための実用性をもった泳ぎであり、発祥の地方の水勢に応じた技術を発達させた。江戸時代にさらに発展したものが多いが、江戸時代には実戦がなかったため、武術としての実用性より、むしろ君主へ技術を披露する観閲の面が強調されて発展したものも少なくない。
現在、13流派が日本水泳連盟により公認されており、同連盟日本泳法委員会は、日本泳法大会、日本泳法研究会を毎年開催し、範士、教士、練士、游士、如水、和水、修水の7つの資格を認定している。現代では日本泳法を学び、研鑽する場は、ほとんどが一般のプールであり、普通の水着を着用して練習している。特別なイベントでもない限り甲冑や褌等の伝統的衣装を纏うことはない。
臨海学校で実践的泳法として教えている学校もあり、学習院初等科（小堀流踏水術）、日出学園小学校（神伝流）、巣鴨中学校（水府流太田派）、開成中学校（水府流太田派）、日比谷高校（神伝流）などが挙げられる。

## 歴史
日本泳法は古くからあった泳ぎ方で、武術としての側面がある事から、個人の泳速を競うこととともに、隊列を組んでの遠泳など、海や川での実用的な泳ぎにも重きを置いて発達してきた。歴史的に見れば競泳4種目は日本人にとっては外来の泳法であり、競技規則上は自由形で日本泳法の泳法を用いても違反ではないが、スピードではクロール泳法にまったく敵わないため現代では使用されない。
1930年（昭和5年）に全国的な泳法流派が加盟する日本游泳連盟が設立され、規約で岩倉流、踏水術（小堀流）、観海流、向井流、野島流、山ノ内流、神伝流、水府流太田派が加盟した（設立時加盟団体）。
1932年（昭和7年）、文部省の指示によって日本水上競技連盟（現・日本水泳連盟）は、在来の泳法（すなわち古式泳法）のうち重要なものを採択し、スピードを主とした競技泳法を加えて「標準泳法」として、国民必修のものとした。それはクロール、背泳（せおよぎ）、平泳（ひらおよぎ）、伸泳（のしおよぎ）、片抜手（かたぬきて）、扇平泳（あおりひらおよぎ）、抜手（ぬきて）、立泳（たちおよぎ）、潜（もぐ）り、浮身（うきみ）、逆飛（さかとび）、立飛（たちとび）の12種で、足の動作はばた足、扇足、蛙足、踏（ふみ）足の4種であった。
日本泳法でおこなわれる技術には、アーティスティックスイミング、水球やオープンウォータースイミングの競技中に必要となる技術、溺水者の救助や、転落時に自己保身を図るためにも有用とされる部分もあり、決して過去の技術というわけではない。特に順下は日本の消防が水難救助技術として訓練している。

## 日本水泳連盟が認定する13流派
13流派中、水府流太田派は明治時代初期、それ以外は江戸時代に誕生している。
- 神統流
  - 発祥地は鹿児島、現在の主な分布地区は鹿児島
- 小堀流踏水術
  - 発祥地は熊本、現在の主な分布地区は熊本、長崎、京都、東京
- 山内流
  - 発祥地は豊後臼杵、現在の主な分布地区は臼杵
- 主馬神伝流[8][9]
  - 発祥地は伊予大洲、現在の主な分布地区は大洲、松山
- 神伝流
  - 発祥地は松山、現在の主な分布地区は津山、東京、広島、岡山、全国
- 水任流
  - 発祥地は讃岐高松、現在の主な分布地区は高松
- 岩倉流
  - 発祥地は和歌山、現在の主な分布地区は和歌山
- 能島流（野島流） - 浜寺水練学校で伝承されている
  - 発祥地は和歌山、現在の主な分布地区は近畿
- 小池流
  - 発祥地は和歌山、現在の主な分布地区は東海、近畿
- 観海流
  - 発祥地は伊勢、現在の主な分布地区は津、伊勢、関西一円。津市無形文化財に指定されている[10]。
- 向井流
  - 発祥地は江戸、現在の主な分布地区は東京、会津、北海道
- 水府流水術
  - 発祥地は水戸、現在の主な分布地区は水戸、東京
- 水府流太田派[4]
  - 発祥地は江戸、現在の主な分布地区は東京、全国

## 競技会・研究会
毎年、春には日本泳法研究会、夏に日本泳法大会が日本水泳連盟主催で開催されている。

### 日本泳法研究会
毎年13流派の1つを課題に研究発表と実技発表を行う。

### 日本泳法大会
個人種目として泳法競技（ジュニアクラスあり）、横泳ぎ競泳、支重競技、団体競技として団体泳法競技（シニアクラスあり）の6競技が行われる。また、日本泳法についての資格審査もこの大会で行われる。
- 泳法競技

個人か団体かと年齢制限で4区分されているが、基本的には平体・横体・立体の各泳法を審判員の前で演技し、技術の完成度を競う採点競技である。
- 横泳ぎ競泳

横泳ぎで行われる100m競泳で、水中からスタートし、横体であること、あおり足を用いることが定められており、計時には競泳競技と同じタッチ板を使用する。
- 支重競技

男子5kg、女子4kgの鉄アレイを水上に保持して立ち泳ぎを行い、耐久時間を競う競技である。
これらの競技は日本泳法競技規則としてまとめられている。

## 絵画に見る日本古来の水泳
『北斎漫画』第四編より、左上から順を追って説明。
左側の頁

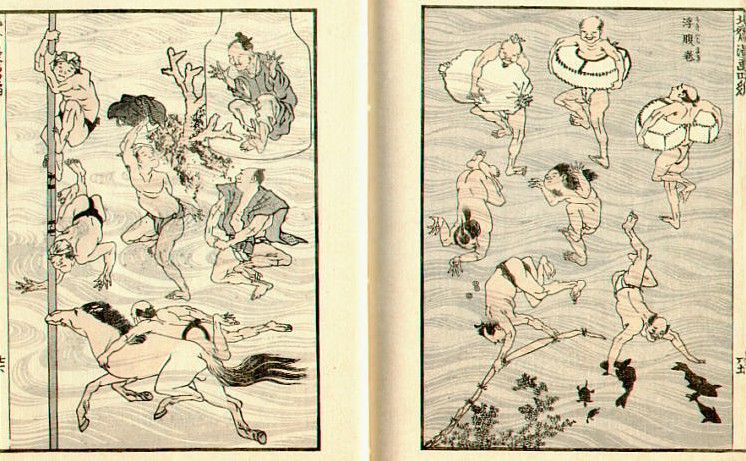
葛飾北斎画：『北斎漫画』第四編（1815年（文化12年））

- 水中に突き立てられた棒を伝い、水上から水中へ潜っていく様子が描かれている。
- 衣服を右手で水の上に掲げ、濡れないように立ち泳ぎしている様子。
- サンゴが生えている海底の様子を、ガラス瓶のような物に入って眺めている様子。長崎でオランダ船から持ち込まれた巨大なフラスコに入って海に潜ろうとした男の話を聞いた北斎が想像で描いたと思われる。
- 裃を着た武士が立ち泳ぎをしている様子。
- 人馬一体となって馬につかまり泳いでいる様子。

右側の頁
- 浮き袋を持って水面に浮かんでいる様子。
- 浮腹巻（浮輪）をして水面に浮かんでいる様子。
- 浮腹巻（浮輪）をして水面に浮かんでいる様子の後ろからの図。
- 逆さになって水中に潜って行く裸の人。
- 水中でおどけて見せる子供（髪形と表情から子供と思われる）。
- 芝（水中の小魚や蝦（えび）をおびき寄せるための葉のついたままの木の枝）を水中に沈める人。
- 鯉を捕らえようとする人。かつては冬に動きの鈍い鯉を手づかみする漁法があった。

## 水泳訓練に関する記述
- 『信長公記』の記述によると、織田信長は、3月から9月までは川を泳いだため、水練の達者となったとある[11]。この記述からは寒中水泳を避けていたことがわかる。
- 大河内政朝は、10歳を過ぎると、三州の山や遠州の天竜川などで、背に大石を背負って泳ぎ回り、小田原から1里先を泳ぎ、戻って往復し、その後、さらに酒匂川を1里泳いだとされる[12]。この記述（石を背負っての泳ぎ）からは甲冑着用を意識した訓練であることがわかる。